# Mason Gooding
Mason Gooding, né le 14 novembre 1996 à Los Angeles, en Californie, est un acteur américain.
Il est surtout connu pour ses rôles dans Booksmart, Everything's Gonna Be Okay et Love, Victor. 
Il est le fils de l'acteur américain Cuba Gooding Jr..

## Biographie

### Jeunesse
Mason Gooding est né à Los Angeles, ses parents sont Cuba Gooding Jr. et Sara Kapfer. Son grand-père paternel était Cuba Gooding Sr., l'ancien chanteur du groupe R&B The Main Ingredient et son oncle est l'acteur Omar Gooding.

### Carrière
En 2017, alors qu'il est encore à l'université, il obtient son premier rôle dans la série télévisée Ballers de HBO face à Dwayne Johnson. En 2018, Gooding obtient son premier rôle dans le film Booksmart réalisé par Olivia Wilde à ses débuts de réalisatrice.
En 2019, il est choisi pour incarner Andrew Spencer dans Love, Victor, le spin-off télévisé du film de 2018 Love, Simon. Alors qu'il jouait au football au lycée, Gooding a dû apprendre à jouer au basket pour le rôle. Gooding est également apparu dans la comédie romantique sur le thème de Noël de Netflix, Flocons d'amour plus tard cette année-là.
En septembre 2020
, il est annoncé que Mason Gooding jouera le rôle de Chad Meeks-Martin dans le cinquième film Scream, réalisé par Matt Bettinelli-Olpin et Tyler Gillett. Le film, qui sort le 14 janvier 2022, donne naissance à deux suites, Scream 6 et Scream 7, dans lequel Gooding reprend le rôle de Chad.

## Filmographie

### Cinéma
- 2019 : Booksmart d'Olivia Wilde : Nick
- 2019 : Flocons d'amour de Luke Snellin : Jeb
- 2022 : Scream de Tyler Gillett et Matt Bettinelli-Olpin : Chad Meeks-Martin
- 2022 : I Want You Back de Jason Orley : Paul
- 2022 : Moonshot (en) de Christopher Winterbauer : Calvin
- 2022 : Fall de Scott Mann : Dan Connor
- 2023 : Scream 6 de Tyler Gillett et Matt Bettinelli-Olpin : Chad Meeks-Martin
- 2024 : Y2K de Kyle Mooney : Jonas
- 2024 : Adult Best Friends de Delaney Buffett : John
- 2024 : Aftermath de Patrick Lussier : Jimmy 'Romeo' Roken
- 2025 : Heart Eyes de Josh Ruben : Jay Simmonds

#### Prochainement
- 2026 : Scream 7 de Kevin Williamson : Chad Meeks-Martin
- Date de sortie inconnue : Pools : Reed
- Date de sortie inconnue : The Gates : Derek
- Date de sortie inconnue : I Want Your Sex :
- Date de sortie inconnue : Under Fire :
- Date de sortie inconnue : Floodplain :

### Télévision
- 2017 : Spring Street : Barman de l'Opéra (1 épisode)
- 2018 : Ballers : Parker Jones (3 épisodes)
- 2018 : Good Doctor : Billy Cayman (1 épisode)
- 2020 : Everything's Gonna Be Okay : Luke (4 épisodes)
- 2020 : Star Trek: Picard : Gabriel Hwang (1 épisode)
- 2020-2022 : Love, Victor : Andrew Spencer (Rôle régulier, 28 épisodes)
- 2022 : How I Met Your Father : Ash (1 épisode)
- 2024 : The Kill Count : The Dealer (1 épisode)